# Robert Mazaud
Robert Mazaud, né le 4 août 1906 à Graville-Sainte-Honorine (Seine-Inférieure) et mort le 28 juillet 1946 à Nantes à presque 40 ans, est un ancien pilote automobile français sur circuits.

## Biographie
Sa courte carrière en sport automobile se déroule entre 1938 et 1946, en pilotant exclusivement pour Delahaye avant-guerre. En 1946 il évolue sur une Maserati 4CL personnelle.
Il remporte le Grand Prix d'Anvers SportsCars en 1938 (le Groote Prijs van Antwerpen, ou il sera encore troisième de la première course la saison suivante) avec une Type 135CS 3.6L., 15 jours à peine après avoir terminé deuxième des Coupes de Paris à Montlhéry avec la voiture. Moins de deux mois plus tard, il finit deuxième du Grand Prix des Frontières, à Chimay, derrière la Bugatti de Maurice Trintignant.
La saison suivante, il est cinquième du Grand Prix du Luxembourg Sport, le 4 juin. Il obtient encore une place de cinquième au Grand Prix de Belgique, et une de sixième au Grand Prix d'Allemagne, durant cette saison tronquée. Il participe aussi aux éditions 1938 et 1939 des 24 Heures du Mans, deux fois avec Marcel Mongin sur la version CS de la 135 (une fois pour le compte de Joseph Paul, l'autre avec sa propre écurie).
Durant la guerre il entre dans un réseau de résistance spécialisé dans les sabotages, en collaboration avec William Grover-Williams alors actif pour le SOE et connu sous le nom de Chestnut, ainsi qu'avec Robert Benoist et Jean-Pierre Wimille. Son rôle est de fournir de l'essence et des moyens de transport, afin de permettre le transport des armes et des munitions que ses amis reçoivent de Londres.
Il dispute après le conflit sept Grand Prix entre avril et juillet 1946, mais il trouve ensuite la mort lors du Grand Prix de Nantes organisé par l'ACO, après avoir gagné la première course du Grand Prix de Marseille en mai et fini troisième de la Coupe René Le Bègue à Saint-Cloud en juin, à un tour de Sommer le vainqueur et de Chiron. Deux semaines après cette dernière épreuve, Mazaud tente à Nantes de dépasser la Maserati de Louis Gérard au quatrième tour, mais les deux hommes se gênent et il fait une embardée fatale.

## Palmarès
- 1er du Grand Prix de Marseille (1re manche), en 1946

### Résultats aux 24 Heures du Mans
| Année | no | Écurie        | Voiture        | Catégorie | Équipiers     | Résultat |
| ----- | -- | ------------- | -------------- | --------- | ------------- | -------- |
| 1938  | 11 | Joseph Paul   | Delahaye 135CS | 5.0       | Marcel Mongin | Abandon  |
| 1939  | 15 | Robert Mazaud | Delahaye 135CS | 5.0       | Marcel Mongin | Abandon  |